# Лесная (Чувашия)
Лесна́я (чув. Вăрманкасси) — деревня в Красночетайском районе Чувашской Республики. Входит в состав Штанашского сельского поселения.

## География
Деревня расположена в северо-западной части республики. Расстояние до столицы республики — города Чебоксары — 118 км, до районного центра — села Красные Четаи — 24 км, до железнодорожной станции — 51 км.

## История
Деревня известна с 1809 года. Жители — до 1835 года государственные крестьяне, до 1863 года — удельные; занимались земледелием, животноводством, мельничным делом. В конце XIX века действовали ветряная мельница и мельница-колотовка. В 1930 году совместно с селом Штанаши и деревней Кюрлево создан колхоз «Будённый». 

По состоянию на 1 мая 1981 года деревня (как и все населённые пункты Штанашского сельского совета) входила в состав колхоза «Маяк»:93.
Административно-территориальная принадлежность
В составе: Атаевской волости (Атаевского удельного приказа — в 1835—1863 годах) Курмышского уезда Симбирской губернии (до 7 сентября 1920 года), той же волости Ядринского уезда Чувашской АО (до 1 октября 1927 года), Красночетайского (до 20 декабря 1962 года), Шумерлинского (до 3 ноября 1965 года) районов. С 3 ноября 1965 года — вновь в Красночетайском районе:181.

Сельские советы: Штанашский (с 1 октября 1927 года):181.
Религия
По состоянию на 1900 год жители деревни были прихожанами Вознесенской церкви села Штанаши: построена в 1770 году, в 1856 году на средства прихожан отстроена новая деревянная церковь с главным престолом в честь Вознесения Господня, придел во имя Святого Архангела Михаила. Закрыта в 1941 году, не сохранилась.

## Название
Название произошло от чув. вăрман «лес». Деревня расположена на окраине Присурского лесного массива. — Географические названия Чувашской Республики

## Население
| 2010 | 2012 |
| ---- | ---- |
| 60   | ↗72  |

По сведениям 1859 года в деревне Лесная (Вурман-касы) при речке Штанашке (1-й стан Курмышского уезда) насчитывалось 19 дворов удельных крестьян (71 мужчина, 80 женщин).

По сведениям Симбирской епархии в 1900 году в деревне Лесной (при речке Штанаше) в 31 дворе проживали 92 мужчины, 93 женщины, новокрещёных чуваш.

По данным Всероссийской переписи населения 2002 года в деревне проживали 82 человека, чуваши.

## Инфраструктура
Личное подсобное хозяйство.

Функционировало ООО «Асамат» (по состоянию на 2010 год).

## Транспорт
Просёлочные дороги. 